# Přebor Jihomoravského kraje 2011/2012
V soubojích 52. ročníku Přeboru Jihomoravského kraje 2011/12 (jedna ze skupin 5. fotbalové ligy) se utkalo 16 týmů každý s každým dvoukolovým systémem podzim–jaro. Tento ročník začal v sobotu 6. srpna 2011 úvodními pěti zápasy 1. kola a skončil v neděli 17. června 2012 zbývajícím utkáním 29. kola Ráječko – Moravský Krumlov, které domácí vyhráli 2:1 (kompletní 30. kolo bylo předehráno již v úterý 8. května 2012).

## Nové týmy v sezoně 2011/12
- Z Divize D 2010/11 sestoupilo do Jihomoravského krajského přeboru mužstvo FK APOS Blansko.
- Ze skupin I. A třídy Jihomoravského kraje 2010/11 postoupila mužstva TJ Slavoj Podivín (vítěz skupiny A), RAFK Rajhrad (2. místo ve skupině A) a FC Kyjov 1919 (2. místo ve skupině B, Mutěnice se postupu zřekly).[3]

## Nejlepší střelec
Nejlepším střelcem se stal Ondřej Zýbal, který Vracovu pomohl k postupu 23 góly.

## Konečná tabulka
Zdroj: 
| Poř. | Tým                     | Z  | V  | R  | P  | VG | OG | B  |
| ---- | ----------------------- | -- | -- | -- | -- | -- | -- | -- |
| 1.   | FC Vracov               | 30 | 19 | 6  | 5  | 74 | 33 | 63 |
| 2.   | FK Blansko (S)          | 30 | 17 | 10 | 3  | 62 | 27 | 61 |
| 3.   | FC Kyjov 1919 (N)       | 30 | 18 | 6  | 6  | 60 | 25 | 60 |
| 4.   | FK Inzert Expres Znojmo | 30 | 17 | 5  | 8  | 65 | 45 | 56 |
| 5.   | TJ Slovan Bzenec        | 30 | 17 | 3  | 10 | 55 | 32 | 54 |
| 6.   | FC Moravský Krumlov     | 30 | 16 | 5  | 9  | 40 | 30 | 53 |
| 7.   | TJ Framoz Rousínov      | 30 | 14 | 6  | 10 | 45 | 33 | 48 |
| 8.   | SK Olympia Ráječko      | 30 | 13 | 5  | 12 | 43 | 44 | 44 |
| 9.   | TJ Sokol Novosedly      | 30 | 10 | 6  | 14 | 33 | 50 | 36 |
| 10.  | FC Boskovice            | 30 | 9  | 8  | 13 | 51 | 64 | 35 |
| 11.  | FC Ivančice             | 30 | 9  | 7  | 14 | 46 | 43 | 34 |
| 12.  | FC Kuřim                | 30 | 8  | 9  | 13 | 46 | 55 | 33 |
| 13.  | RAFK Rajhrad (N)        | 30 | 7  | 7  | 16 | 39 | 63 | 28 |
| 14.  | TJ Slavoj Podivín (N)   | 30 | 8  | 4  | 18 | 48 | 77 | 28 |
| 15.  | TJ Baník Zbýšov         | 30 | 7  | 4  | 19 | 30 | 60 | 25 |
| 16.  | FK Rájec-Jestřebí       | 30 | 3  | 5  | 22 | 21 | 77 | 14 |

Poznámky:
- Z = Odehrané zápasy; V = Vítězství; R = Remízy; P = Prohry; VG = Vstřelené góly; OG = Obdržené góly; B = Body; (S) = Mužstvo sestoupivší z vyšší soutěže; (N) = Mužstvo postoupivší z nižší soutěže (nováček)
- O pořadí na 13. a 14. místě rozhodla bilance vzájemných zápasů: Rajhrad – Podivín 4:0, Podivín – Rajhrad 0:3[3]

|  | Postup do Divize D 2012/13                                |
|  | Sestup do I. A třídy Jihomoravského kraje – sk. A 2012/13 |